# Nashimoto Moriosa
Le prince Nashimoto Moriosa (梨本宮 守脩親王, Nashimoto-no-miya Moriosa-Shinnō), né le 16 décembre 1819 à Kyoto – décédé le 2 décembre à Tokyo, est le fondateur d'une lignée collatérale de la famille impériale du Japon.
Né à Kyoto, le prince Moriosa est le 10e fils du prince Fushimi Sadayoshi (1775–1841), 18e chef des Fushimi-no-miya, plus ancienne des quatre branches de la dynastie impériale autorisées à présenter un successeur au trône du Chrysanthème si la principale maison impériale n'était pas en mesure de le faire. Il est adopté par l'empereur Kōkaku mais se fait plus tard moine bouddhiste (monzeki au temple Emman-in. Il prend le nom Kajii-no-miya et accède au rang de chef de la secte Tendai.
Après la restauration de Meiji en 1868, l'empereur Meiji le rappelle (avec d'autres princes impériaux demeurant dans des temples bouddhistes) au statut séculaire et il reprend le nom Moriosa-ō. En 1870, l'empereur Meiji lui accorde le titre Nashimoto-no-miya et la permission de fonder une nouvelle maison princière (ōke).
Comme le prince Nashimoto n'a pas d'enfant, il adopte le prince Kikumaro Yamashina, fils ainé du prince Yamashina Akira, pour héritier. Le prince Nashimoto Moriosa meurt le 2 décembre 1885 mais le prince Kikumaro reste dans la famille Yamashina-no-miya et le titre Nashimoto-no-miya passe à la place au prince Morimasa, quatrième fils du prince Kuni Asahiko.

## Source de la traduction
- (en) Cet article est partiellement ou en totalité issu de l’article de Wikipédia en anglais intitulé « Prince Nashimoto Moriosa » (voir la liste des auteurs).